# Passo Salegri
Der Passo Salegri oder Valico di Montelago ist ein 1017 m s.l.m. hoher Gebirgspass im umbrisch-markesischen Apennin in Italien. Er liegt in der Provinz Macerata in den Marken und verbindet über die Provinzialstraße SP 97 „Montelago“ die Gemeinde Sefro im Norden mit Serravalle di Chienti im Süden. Er führt dabei über die Hochebene Piani di Montelago.

## Auffahrten
Die Nordauffahrt von Sefro ist 11 Kilometer lang und weist eine durchschnittliche Steigung von 4,7 % auf. Nach drei flachen Kilometern beginnt die Straße bei Sorti steiler anzusteigen, wobei ein Kilometer mit mehr als 8 % absolviert werden muss. Nach vier weiteren Kilometern bei rund 6,5 % erreicht man nach vier Kehren die Piani di Montelago, wo die Straße für zwei Kilometer flach und teils abschüssig verläuft. Der letzte Kilometer steigt mit rund 8 % an.
Die Südauffahrt von Serravalle di Chienti ist 5,5 Kilometer lang und steigt im Schnitt mit 7 % an. Die Kilometerschnitte nehmen dabei von anfänglichen 5 % stetig zu, ehe sie zwei Kilometer vor der Passhöhe kurz nach Copogna ein Maximum von 9 % erreichen. Der letzte Kilometer steigt im Schnitt mit 8,5 % an.

## Radsport
Im Jahr 2025 wurde erstmals eine Bergwertung des Giro d’Italia auf dem Passo Salegri abgenommen. Der Pass wurde auf der 8. Etappe von der Südseite befahren und trug den Namen Montelago. Nachdem auf der Passhöhe eine Bergwertung der 3. Kategorie abgenommen worden war, führte die Strecke auf hügligem Terrain nach Castelraimondo. Der Australier Lucas Plapp nutzte dabei den Anstieg um sich rund 45 Kilometer vor dem Ziel als Solist abzusetzen.
| Jahr | Etappe    | Bergwertung  | Fahrer      | Auffahrt |
| ---- | --------- | ------------ | ----------- | -------- |
| 2025 | 8. Etappe | 3. Kategorie | Lucas Plapp | Süd      |